# Meridiastra mortenseni
Meridiastra mortenseni är en sjöstjärneart som först beskrevs av O'Loughlin, Waters och Roger Roy 2002.  Meridiastra mortenseni ingår i släktet Meridiastra och familjen Asterinidae. Inga underarter finns listade i Catalogue of Life.